# Guillaume Hellin
Guillaume Hellin, né le 28 mai 2001 à Courtrai, est un joueur international de hockey sur gazon belge qui joue au poste d'attaquant à La Gantoise HC.

## Biographie
Guillaume est né le 28 mai 2001 à Courtrai en Belgique. Il habite actuellement à Oudenaarde et Gent.

## Carrière

### En club
De 2006 à 2016 Guillaume jouait au Royal Hermes Hockey Club.  Jusqu'à la fin de la saison 2018-2019, Guillaume jouait pour l'Indiana THC. Le 30 avril 2019, il est transféré à La Gantoise HC dont il défend les couleurs depuis la saison 2019-2020.
Titre Vice-Champion de Belgique avec la Gantoise en 2022
Titre Champion de Belgique avec la Gantoise en 2023
Titre Champion de Belgique avec la Gantoise en 2024
En 2025, les Gantois parviennent à se qualifier pour la première fois de leur histoire en finale de l'Euro Hockey League, en venant à bout de Rotterdam (2-2 ; shoot-outs : 4-3). En finale, ils sont opposés aux Néerlandais de Bloemendaal et remportent la compétition pour la première fois (5-2).

### En équipe nationale

#### Espoirs
En 2022, Guillaume faisait partie du noyau espoirs de la Belgique pour participer à l'Euro espoirs 2022 à Gand dont les U21 belges remportaient la médaille de bronze en battant l'Espagne 3 - 1 en match pour la 3e place, se qualifiant par la même occasion pour la Coupe du monde espoirs 2023 qui s'est déroulé en Malaisie à Kuala Lumpur en décembre 2023.

#### Seniors
Guillaume fait ses débuts chez les seniors le 26 mai 2023 contre l'Inde en Pro League dont la Belgique s'est imposée 2 - 1 à Londres en Angleterre. À la fin de la saison 2022-2023 de la Pro League, il remporte tout de même la médaille de bronze avec la Belgique.
En 2024, il fait partie du noyau B de la Belgique pour participer à la Ligue professionnelle 2023-2024 dont la Belgique termine 5e à la fin de la phase de ligue,. En septembre 2024, il fait partie de l'équipe première de la Belgique pour participer également à la Ligue professionnelle 2024-2025 pour la session de décembre à Amsterdam aux Pays-Bas y compris pour le cycle 2024-2028 soit jusqu'à la Coupe du monde 2026 et aux Jeux olympiques de Los Angeles,.
En 2025, il fait définitivement partie de l'équipe première de la Belgique pour participer à la Ligue professionnelle 2024-2025 pour les sessions de Santiago del Estero en Argentine et d'Anvers en Belgique du 19 février à 29 juin 2025.

## Palmarès
- : 3e Championnat d'Europe U21-Espoirs 2022
- : 3e à la Pro League / Ligue professionnelle 2022-2023

- : 2e à la DH Belgian Hockey League 2021-2022
- : 1re à la DH Belgian Hockey League 2022-2023
- : 1re à la DH Belgian Hockey League 2023-2024
- : 1re à l'Euro Hockey League EHL 2024-2025
- : 1re à la DH Belgian Hockey League 2024-2025
- : 2e à la Coupe de Belgique 2024-2025
- : 2e à la Pro League / Ligue professionnelle 2024-2025
- Modèle:Séléction : e Championnat d'Europe 2024